# 北野日奈子
北野 日奈子（きたの ひなこ、1996年〈平成8年〉7月17日 - ）は、日本の女優、ファッションモデル、YouTuberであり、女性アイドルグループ乃木坂46の元メンバー、『Zipper』の元専属モデルである。北海道小樽市生まれ、千葉県出身。am合同会社所属。

## 来歴
高校1年生の時、白石麻衣のファンだった友人から、乃木坂46の2期生オーディションを勧められた。母親は反対したが、知らぬ間に友人が北野を応募、一次審査の合格通知が届くと親から社会科見学のつもりで行くよう認められオーディションを受験。オーディションでは寺田蘭世、山崎怜奈、佐々木琴子と同じブロックだった。
2013年（平成25年）3月、乃木坂46 2期生オーディションに合格。その後、約4か月間高校に通いながらレッスンを積んだ。レッスン中はダンスが苦手で、同期の佐々木琴子と最下位争いをしていた。同年8月4日、6thシングル「ガールズルール」の発売記念全国握手会イベントでパフォーマンスを初披露した。
2014年（平成26年）4月2日、8thシングル「気づいたら片想い」で初選抜、正規メンバーに昇格。だが、他の研究生の方が歌やダンスも上手なのに、自分がステージに立っていることに心苦しさを感じていた。
2015年（平成27年）7月20日、ファッションブランド『ANNA SUI』の2015年秋冬アジア圏ビジュアルモデルへの起用が発表された。同年12月17日、ファッション雑誌『Zipper』の専属モデルへの起用が発表された。同年12月22日から同誌で「ひなコレクション」の連載を開始した。
2016年（平成28年）4月9日、衛藤美彩・北野・寺田蘭世の3名で女子野球日本代表の公式サポーターを務めることが発表。同年5月9日、川後陽菜の『私的にアイスが似合う女ランキング』で3位を獲得。同年6月6日、15thシングル「裸足でSummer」で約2年ぶりに選抜メンバーへ復帰することが発表。
2017年（平成29年）夏頃より体調不良で一部の活動を休止したが、同年11月16日にグループの公式サイトを通じて当面の間活動を休止し、治療に専念することを発表。同日、自身のブログでも報告、活動休止中もブログを更新した。
2018年（平成30年）3月24日、『乃木坂46時間TV』に生出演し、4か月ぶりに公の場に姿を見せた。その際「これから少しずつ乃木坂の活動に復帰していきたい」と語り、以後、20thシングル『シンクロニシティ』の収録曲「スカウトマン」のミュージック・ビデオ、同年4月22日に日本武道館で開催された『生駒里奈 卒業コンサート』などに一部出演した。同年7月6日から8日まで明治神宮野球場と秩父宮ラグビー場で同時開催された「6th YEAR BIRTHDAY LIVE」、および21stシングル「ジコチューで行こう!」から活動を再開。そのライブのMCで北野は「21枚目のシングルから、私のやれることを少しずつやっていきます」と語った。同年12月27日、1st写真集『空気の色』（幻冬舎）を発売。発売初週で3万2232部を売上、オリコン週間本ランキング写真集部門で1位。1万部の重版が決定、累計発行部数は7万2000部。
2021年（令和3年）12月12日、2nd写真集『希望の方角』（白夜書房）を翌年2月8日に発売することを発表した。
2022年（令和4年）1月31日、本人のブログで乃木坂46からの卒業を発表した。同年3月24日にぴあアリーナMMで卒業コンサートが開催された。同年2月8日に2nd写真集『希望の方角』を発売。同年4月30日をもって乃木坂46メンバーとしての活動を終えた。同年5月20日、自身のInstagramで芸能事務所「am合同会社」に所属することを発表した。同年5月29日、乃木坂46卒業後初のイベント「札幌コレクション 2022 S／S」に出演した。同年5月31日、乃木坂46公式サイト内の公式ブログが閉鎖された。同年10月14日、YouTubeチャンネルを開設した。
2023年（令和5年）10月 - 12月に上演の舞台『晩餐』にヒロイン役での出演が予定されていたが、体調不良のため降板。

## 人物
愛称は、きいちゃん。名前の「日奈子」は、父親と母親のどちらも自分がつけたと主張しており、実際にどちらがつけたかは分かっていない。チャームポイントは旋毛のある眉毛、人懐っこいところ。長所は誰とでも仲良くできるところ。短所は物覚えが悪いところ。4歳上の兄、2歳下の妹がおり、チップという名の雌犬を飼っている。将来の夢は、家族に真っ白な家をプレゼントすること。
矢作穂香とは高校時代の同級生で北野自身は在学中から矢作の存在に気付いていたものの、矢作は知らなかったらしく『ひともんちゃくなら喜んで!』の撮影で再会した際に北野が指摘した上で当時の集合写真を見せた末に漸く気付いたという。

### 嗜好
好きな食べ物は、ドーナツ、駄菓子、ウナギ、スイカ、チーズ、甘いもの、メロンソーダ、牛乳、ツイストパン、みたらし団子。
憧れの人物は前田敦子、松井玲奈。動物が大好き。好きな異性のタイプは、話を聞いてくれてギャップのある人。

### 趣味
趣味は駄菓子屋巡り、癒し探し。
また2023年から競馬にハマっており、勉強中と言いつつもオルフェーヴルが好きであることを語っている。

### 特技
特技は雑誌破り、フライパン曲げ、がおー。元バスケットボール部で、短距離走を得意とし、50メートル走7秒台。

### 乃木坂46
乃木坂46の破壊王と称されている。偏差値31。サンクエトワールのメンバー、塩アイス。
乃木坂46で好きな曲は「音が出ないギター」「気づいたら片想い」「ロマンスのスタート」「別れ際、もっと好きになる」。好きなミュージック・ビデオは「気づいたら片想い」「ロマンスのスタート」「大人への近道」「君に贈る花がない」「裸足でSummer」。

## 作品

### シングル
乃木坂46
- 気づいたら片想い（2014年4月2日、SRCL-8520/6） - EAN 4988009092270。
- ロマンスのスタート（2014年4月2日、SRCL-8520/6） - EAN 4988009092270。
- 吐息のメソッド（2014年4月2日、SRCL-8520/1） - EAN 4988009092270。
- ここにいる理由（2014年7月9日、SRCL-8567/8） - EAN 4988009094236。
- 私、起きる。（2014年10月8日、SRCL-8623/4） - EAN 4988009097268。
- あの日 僕は咄嗟に嘘をついた（2014年10月8日、SRCL-8625/6） - EAN 4988009097275。
- 君は僕と会わない方がよかったのかな（2015年3月18日、SRCL-8784/5） - EAN 4988009104591。
- 別れ際、もっと好きになる（2015年7月22日、SRCL-8844/5） - EAN 4988009110790。
- 嫉妬の権利（2015年10月28日、SRCL-8910/6） - EAN 4988009116754。
- 大人への近道（2015年10月28日、SRCL-8912/3） - EAN 4988009116754。
- 不等号（2016年3月23日、SRCL-9032/3） - EAN 4988009125503。
- 裸足でSummer（2016年7月27日、SRCL-9138/44） - EAN 4988009131429。
- 僕だけの光（2016年7月27日、SRCL-9138/44） - EAN 4988009131429。
- サヨナラの意味（2016年11月9日、SRCL-9258/66） - EAN 4547366278897。
- 孤独な青空（2016年11月9日、SRCL-9258/66） - EAN 4547366278897。
- 君に贈る花がない（2016年11月9日、SRCL-9264/5） - EAN 4547366278897。
- インフルエンサー（2017年3月22日、SRCL-9370/8） - EAN 4547366297522。
- アンダー（2017年8月9日、SRCL-9491/2） - EAN 4547366319163。
- ライブ神（2017年8月9日、SRCL-9493/4） - EAN 4547366319170。
- いつかできるから今日できる（2017年10月11日、SRCL-9572/80）  - EAN 4547366330311。
- 三角の空き地（2018年8月8日、SRCL-9913/4） - EAN 4547366369465。
- キャラバンは眠らない（2018年11月14日、SRCL-9974/82） - EAN 4547366382037。
- 日常（2018年11月14日、SRCL-9976/7） - EAN 4547366382044。
- Sing Out!（2019年5月29日、SRCL-11186/94） - EAN 4547366406672。
- Am I Loving（2019年5月29日、SRCL-11188/9） - EAN 4547366406689。
- 夜明けまで強がらなくてもいい（2019年9月4日、SRCL-11260/8） - EAN 4547366418569。
- 僕のこと、知ってる?（2019年9月4日、SRCL-11260/8） - EAN 4547366418569。
- 僕の思い込み（2019年9月4日、SRCL-11268） - EAN 4547366418590。
- しあわせの保護色（2020年3月25日、SRCL-11460/8） - EAN 4547366444193。
- アナスターシャ（2020年3月25日、SRCL-11462/3） - EAN 4547366444209。
- 世界中の隣人よ（2020年5月25日）[65]
- Route 246（2020年7月24日）
- 明日がある理由（2021年1月27日、SRCL-11680/8） - EAN 4547366487244。
- 口ほどにもないKISS（2021年1月27日、SRCL-11682/3） - EAN 4547366487251。
- 錆びたコンパス（2021年6月9日、SRCL-11842/3） - EAN 4547366507317。
- 君に叱られた（2021年9月22日、SRCL-11880/8） - EAN 4547366522303。
- 他人のそら似（2021年9月22日、SRCL-11888） - EAN 4547366522334。
- 最後のTight Hug（2021年11月5日）[66]
- 忘れないといいな（2022年3月23日、SRCL-12102/3） - EAN 4547366549065。

坂道AKB
- 誰のことを一番 愛してる?（2017年3月15日、KIZM-90481/2） - EAN 4988003500702。

### アルバム
乃木坂46
- 透明な色（2015年1月7日、SRCL-8662/7） - EAN 4988009099934。
- それぞれの椅子（2016年5月25日、SRCL-9078/86） - EAN 4988009128603。
- 生まれてから初めて見た夢（2017年5月24日、SRCL-9437/44） - EAN 4547366307825。
- 僕だけの君〜Under Super Best〜（2018年1月10日、SRCL-9630/7） - EAN 4547366336214。
- 今が思い出になるまで（2019年4月17日、SRCL-11140/7） - EAN 4547366401325。
- Time flies（2021年12月15日、SRCL-12020/30） - EAN 4547366534184。

### 映像作品
- 2期生紹介①（2013年11月27日） - EAN 4988009087887。
- Creator's Etude 三木聡編（2014年4月2日） - EAN 4988009092270。
- 北野日奈子×古城智大・植田正行（2014年7月9日） - EAN 4988009094229。
- NOGIBINGO!2（2014年9月12日） - EAN 4988021299015。
- 北野日奈子（2014年10月8日） - EAN 4988009097268。
- 北野日奈子&和田まあや（2015年3月18日） - EAN 4988009104461。
- NOGIBINGO!3（2015年4月24日） - EAN 4988021729635。
- 乃木坂46 2ND YEAR BIRTHDAY LIVE 2014.2.22 YOKOHAMA ARENA（2015年6月17日） - EAN 4988009110134。
- 北野日奈子&堀未央奈（2015年7月22日） - EAN 4988009110790。
- NOGIBINGO!4（2015年10月16日） - EAN 4988021729734。
- 北野日奈子（2015年10月28日） - EAN 4988009116747。
- 悲しみの忘れ方 Documentary of 乃木坂46（2015年11月18日） - EAN 4988104099327。
- 初森ベマーズ（2016年1月20日） - EAN 4988104099433。
- NOGIBINGO!5（2016年2月19日） - EAN 4988021729871。
- 北野日奈子（2016年3月23日） - EAN 4988009124902。
- 乃木坂46 3rd YEAR BIRTHDAY LIVE 2015.2.22 SEIBU DOME（2016年7月6日） - EAN 4988009129518。
- NOGIBINGO!6（2016年9月30日） - EAN 4988021714662。
- 乃木坂46 4th YEAR BIRTHDAY LIVE 2016.8.28-30 JINGU STADIUM（2017年6月28日） - EAN 4547366310580。
- NOGIBINGO!7（2017年8月4日） - EAN 4988021146081。
- 乃木坂46 5th YEAR BIRTHDAY LIVE 2017.2.20-22 SAITAMA SUPER ARENA（2018年3月28日） - EAN 4547366344523。
- 乃木坂46 真夏の全国ツアー2017 FINAL! IN TOKYO DOME（2018年7月11日） - EAN 4547366363999。
- 舞台『あさひなぐ』（2018年9月19日） - EAN 4988104117779。
- NOGIBINGO!9（2018年10月19日） - EAN 4988021147392。
- 乃木坂46 6th YEAR BIRTHDAY LIVE 2018.07.06-08 JINGU STADIUM&CHICHIBUNOMIYA RUGBY STADIUM（2019年7月3日） - EAN 4547366411270。
- いつのまにか、ここにいる Documentary of 乃木坂46（2019年12月25日） - EAN 4988104123695。
- 乃木坂46 7th YEAR BIRTHDAY LIVE 2019.2.21-24 KYOCERA DOME OSAKA（2020年2月5日） - EAN 4547366438956。
- 乃木坂46 8th YEAR BIRTHDAY LIVE 2020.2.21-24 NAGOYA DOME（2020年12月23日） - EAN 4547366482812。
- NOGIZAKA46 Mai Shiraishi Graduation Concert 〜Always beside you〜（2021年3月10日） - EAN 4547366491104。
- 乃木坂46 9th YEAR BIRTHDAY LIVE 5DAYS（2022年6月8日） - EAN 4547366541441, EAN 4547366541465。
- 乃木坂スター誕生!2 第1巻（2022年7月22日） - EAN 4988021718974, EAN 4988021141550。
- 乃木坂スター誕生!2 第2巻（2022年10月28日） - EAN 4988021718981, EAN 4988021141567。
- 乃木坂46 真夏の全国ツアー2021 FINAL! IN TOKYO DOME（2022年11月16日） - EAN 4547366576009, EAN 4547366576016。
- 少年のアビス（2023年2月3日） - EAN 4907953262126, EAN 4907953262119。
- さ〜ゆ〜Ready?さゆりんご軍団ライブ/松村沙友理 卒業コンサート（2023年4月26日）[67]
- 生田絵梨花 卒業コンサート（2023年4月26日）[67]

## 出演

### テレビドラマ
- 初森ベマーズ（2015年7月11日 - 9月26日、テレビ東京）ビントロ 役[68]
- オトナヘノベル（2016年11月17日、NHK Eテレ）番組内再現ドラマ「わたしはあきらめない!」主演[69]
- 乃木坂シネマズ〜STORY of 46〜 第5話「結道」（2020年2月19日、フジテレビ）主演[70][注 6]
- 少年のアビス（2022年9月2日 - 10月21日、毎日放送）ヒロイン・青江ナギ 役[72]
- 警視庁考察一課（2022年10月17日 - 12月26日、テレビ東京）北野美奈子 役[73]
- ひともんちゃくなら喜んで!（2023年1月16日〈15日深夜〉 - 3月19日、朝日放送テレビ）桃井亜里沙 役[74]
- とりあえずカンパイしませんか?（2023年3月2日 - 23日、テレビ東京）白石若菜 役[75]
- ナースが婚活（2024年1月12日 - 3月1日、テレビ東京）江頭恵美 役[76]
- ゴースト・オブ・レディオ〜バチボコ怖い心霊バスツアー〜 ディレクターズカット版（2025年2月16日、WOWOW）あやか 役[77]
- 私の彼が姉の夫になった理由（2025年8月8日 - 、毎日放送）山岡麻衣 役[78]

### バラエティ
- 乃木坂46えいご（2015年6月28日 - 2017年5月28日、TBSチャンネル1）レギュラー[79][注 7]
- 一億総リミッター解除バラエティ 衝動に駆られてみる（2023年6月26日、テレビ朝日）

### その他のテレビ番組
- 趣味どきっ! 明日使える! お弁当大百科（2017年3月6日 - 27日、NHK Eテレ）[81]
- いっとこ! みんテレ（2022年10月28日、北海道文化放送）

### 舞台
- じょしらく（2015年6月22日・25日 - 28日、AiiA 2.5 Theater Tokyo）波浪浮亭木胡桃 役[82][83]
- じょしらく弐 〜時かけそば〜（2016年5月17日 - 18日・20日 - 22日、AiiA 2.5 Theater Tokyo）波浪浮亭木胡桃 役[84][85]
- あさひなぐ（2017年5月20日 - 30日、東京：EX THEATER ROPPONGI / 6月2日 - 5日、大阪：森ノ宮ピロティホール / 6月9日 - 11日、名古屋：愛知県芸術劇場）的林つぐみ 役[86]
- 蒲田行進曲完結編 銀ちゃんが逝く（2022年7月8日 - 18日、紀伊国屋ホール）小夏 役[87]
- ダリとガラ（2023年3月2日 - 12日、東京：座・高円寺 / 3月24日 - 26日、大阪：ABCホール）ガラ 役[88]
- 春醒（2025年5月21日 - 6月15日、OFF・OFFシアター）[89]

#### 降板
- 晩餐（2023年10月 - 12月）ヒロイン・山科舞子 役[39]
  - 体調不良のため降板することが9月22日に発表された[40]。代役は入山杏奈、高柳明音のWキャスト[40]。

### ネット配信
- 野球大好き! 集まれ! 侍ジャパン（2014年12月24日 - 2016年9月17日、楽天ショウタイム）[90]
- ゴースト・オブ・レディオ〜バチボコ怖い心霊バスツアー〜（2024年11月17日・29日、Streaming+・PIA LIVE STREAM） - あやか 役[91]

### 広告
- ANNA SUI 2015年秋冬 アジア圏 ビジュアルモデル（2015年、ANNA SUI）[92]

### イベント
- TOKYO IDOL FESTIVAL 2016（2016年8月5日 - 7日、お台場 青海周辺エリア）Zipper ステージ SPINNS ファッションショー&トークショー[93]
- 東京ガールズコレクション 2016 AUTUMN/WINTER（2016年9月3日、さいたまスーパーアリーナ）[94]
- Girls Award
  - GirlsAward 2016 AUTUMN/WINTER（2016年10月8日、国立代々木競技場第一体育館）[95]
  - マイナビ GirlsAward 2017 SPRING/SUMMER（2017年5月3日、国立代々木競技場第一体育館）[96]
- MOSHI MOSHI NIPPON FESTIVAL 2016 in TOKYO（2016年11月26日、東京体育館）[97]
- 札幌コレクション
  - Kuu Presents SAPPORO COLLECTION 2022 SPRING/SUMMER（2022年5月29日、札幌コンベンションセンター）[98]
  - 札幌コレクション  2022 AUTUMN/WINTER（2022年10月29日、北海きたえーる）[99]
- EXIA Presents KANSAI COLLECTION 2022 AUTUMN & WINTER（2022年8月4日、京セラドーム大阪）[100]

## 書籍

### 写真集
- 1st写真集『空気の色』（2018年12月27日、幻冬舎）[101]
- 2nd写真集『希望の方角』（2022年2月8日、白夜書房）[32]

### 雑誌
- 愛犬専門誌『chico』創刊号（2025年3月、Limited Members Associate株式会社） - 表紙モデル・インタビュー収録[102]
- 『週刊Gallop』オークス号（2025年5月、産経新聞社） - 表紙モデル[103]

### 雑誌連載
- Zipper（2015年12月22日 - 2017年12月22日、祥伝社）専属モデル[注 8][104]
  - ひなコレクション（2015年12月22日 - 2017年12月22日）[16]

### カレンダー
- 北野日奈子 2025.4-2026.3 カレンダー（2025年2月22日、わくわく製作所）[105][106]